# Diaphoraspis orbata
Diaphoraspis orbata är en insektsart som beskrevs av Brimblecombe 1957. Diaphoraspis orbata ingår i släktet Diaphoraspis och familjen pansarsköldlöss. Inga underarter finns listade i Catalogue of Life.